# کرویان
کرویان روستایی از توابع بخش مرکزی در شهرستان سقز است که در استان کردستان ایران قرار دارد.

## جمعیت
این روستا در دهستان میرده واقع شده و براساس سرشماری سال ۱۳۸۵، جمعیت آن ۲۰۵ نفر (۳۵ خانوار) بوده‌است.

## معادن و آثار تاریخی
معدن طلای کرویان به همراه معدن طلای قلقله یکی از غنی‌ترین منابع طلای غرب کشور محسوب می‌شوند که در زون دگرگونه سقز - سیرجان قرار گرفته‌است. همچنین چشمهٔ آب شور کانی سوه ر آوان (به فارسی: چشمه اّبشوران) از جاذبه‌های طبیعی این روستا به‌شمار می‌رود. قلعه کرویان و گورستان کرویان از آثار ملی ایران در این روستا قرار گرفته‌است.